# ISO 3166-2:MA
ISO 3166-2:MA é a entrada para Marrocos no ISO 3166-2, parte do padrão ISO 3166 publicado pela International Organization for Standardization (ISO), que define códigos para os nomes das principais subdivisões (e.g., províncias ou estados) de todos países codificados no ISO 3166-1.
Atualmente para Marrocos, códigos ISO 3166-2 são definidos dois níveis de subdivisões:
- 12 regiões (estas regiões foram extintas em 2015).
- 62 províncias e 13 prefeituras

Algumas fontes afirmam que Marrocos está dividido em 48 províncias e 13 prefeituras, que lista as prefeituras Aousserd e Tétouan como províncias, e combina as prefeituras Marrakech-Medina, Marrakech-Menara, e Sidi Youssef Ben Ali, para a prefeitura de Marrakech.
Cada código é composto de duas partes,separadas por um hífen. A primeira parte é MA, o código ISO 3166-1 alfa-2 de Marrocos. A segunda parte é uma das seguintes:
- Dois dígitos (01–16)
- Três letras: províncias e prefeituras

Os códigos para as regiões são atribuídos mais ou menos de norte a sul.

## Códigos atuais
Nomes de subdivisões são listados como no padrão ISO 3166-2 publicado pela ISO 3166 Maintenance Agency (ISO 3166/MA).
Clique no botão no cabeçalho para ordenar cada coluna.

### Regiões
| Código | Nome da subdivisão               |
| ------ | -------------------------------- |
| MA-09  | Chaouia-Ouardigha                |
| MA-10  | Doukhala-Abda                    |
| MA-05  | Fès-Boulemane                    |
| MA-02  | Gharb-Chrarda-Beni Hssen         |
| MA-08  | Grand Casablanca                 |
| MA-14  | Guelmim-Es Smara                 |
| MA-15  | Laâyoune-Boujdour-Sakia el Hamra |
| MA-04  | L'Oriental                       |
| MA-11  | Marrakech-Tensift-Al Haouz       |
| MA-06  | Meknès-Tafilalet                 |
| MA-16  | Oued ed Dahab-Lagouira           |
| MA-07  | Rabat-Salé-Zemmour-Zaer          |
| MA-13  | Sous-Massa-Draa                  |
| MA-12  | Tadla-Azilal                     |
| MA-01  | Tanger-Tétouan                   |
| MA-03  | Taza-Al Hoceima-Taounate         |

### Províncias e prefeituras
| Código | Nome da subdivisão        | Categoria da subdivisão | Na região |
| ------ | ------------------------- | ----------------------- | --------- |
| MA-HAO | Al Haouz                  | província               | 11        |
| MA-HOC | Al Hoceïma                | província               | 03        |
| MA-ASZ | Assa-Zag                  | província               | 14        |
| MA-AZI | Azilal                    | província               | 12        |
| MA-BES | Ben Slimane               | província               | 09        |
| MA-BEM | Beni Mellal               | província               | 12        |
| MA-BER | Berkane                   | província               | 04        |
| MA-BOD | Boujdour                  | província               | 15        |
| MA-BOM | Boulemane                 | província               | 05        |
| MA-CHE | Chefchaouen               | província               | 01        |
| MA-CHI | Chichaoua                 | província               | 11        |
| MA-CHT | Chtouka-Ait Baha          | província               | 13        |
| MA-HAJ | El Hajeb                  | província               | 06        |
| MA-JDI | El Jadida                 | província               | 10        |
| MA-ERR | Errachidia                | província               | 06        |
| MA-ESM | Es Smara                  | província               | 14        |
| MA-ESI | Essaouira                 | província               | 11        |
| MA-FIG | Figuig                    | província               | 04        |
| MA-GUE | Guelmim                   | província               | 14        |
| MA-IFR | Ifrane                    | província               | 06        |
| MA-JRA | Jrada                     | província               | 04        |
| MA-KES | Kelaat es Sraghna         | província               | 11        |
| MA-KEN | Kénitra                   | província               | 02        |
| MA-KHE | Khémisset                 | província               | 07        |
| MA-KHN | Khénifra                  | província               | 06        |
| MA-KHO | Khouribga                 | província               | 09        |
| MA-LAA | Laâyoune                  | província               | 15        |
| MA-LAR | Larache                   | província               | 01        |
| MA-MED | Médiouna                  | província               | 08        |
| MA-MOU | Moulay Yacoub             | província               | 05        |
| MA-NAD | Nador                     | província               | 04        |
| MA-NOU | Nouaceur                  | província               | 08        |
| MA-OUA | Ouarzazate                | província               | 13        |
| MA-OUD | Oued ed Dahab             | província               | 16        |
| MA-SAF | Safi                      | província               | 10        |
| MA-SEF | Sefrou                    | província               | 05        |
| MA-SET | Settat                    | província               | 09        |
| MA-SIK | Sidi Kacem                | província               | 02        |
| MA-TNT | Tan-Tan                   | província               | 14        |
| MA-TAO | Taounate                  | província               | 03        |
| MA-TAI | Taourirt                  | província               | 04        |
| MA-TAR | Taroudant                 | província               | 13        |
| MA-TAT | Tata                      | província               | 14        |
| MA-TAZ | Taza                      | província               | 03        |
| MA-TIZ | Tiznit                    | província               | 13        |
| MA-ZAG | Zagora                    | província               | 13        |
| MA-AGD | Agadir-Ida-Outanane       | prefeitura              | 13        |
| MA-AOU | Aousserd                  | prefeitura              | 16        |
| MA-CAS | Casablanca [Dar el Beïda] | prefeitura              | 08        |
| MA-FAH | Fahs-Beni Makada          | prefeitura              | 01        |
| MA-INE | Inezgane-Ait Melloul      | prefeitura              | 13        |
| MA-MMD | Marrakech-Medina          | prefeitura              | 11        |
| MA-MMN | Marrakech-Menara          | prefeitura              | 11        |
| MA-MEK | Meknès                    | prefeitura              | 06        |
| MA-MOH | Mohammadia                | prefeitura              | 08        |
| MA-OUJ | Oujda-Angad               | prefeitura              | 04        |
| MA-RAB | Rabat                     | prefeitura              | 07        |
| MA-SAL | Salé                      | prefeitura              | 07        |
| MA-SYB | Sidi Youssef Ben Ali      | prefeitura              | 11        |
| MA-SKH | Skhirate-Témara           | prefeitura              | 07        |
| MA-TNG | Tanger-Assilah            | prefeitura              | 01        |
| MA-TET | Tétouan                   | prefeitura              | 01        |

## Subdivisões localizadas no Saara Ocidental
As seguintes regiões, províncias e prefeituras estão localizadas no território disputado de Saara Ocidental:
- MA-14 Guelmim-Es Smara (parcialmente no Saara Ocidental)
  - MA-ESM Es Smara (inteiramente no Saara Ocidental)
- MA-15 Laâyoune-Boujdour-Sakia el Hamra (parcialmente no Saara Ocidental)
  - MA-BOD Boujdour (inteiramente no Saara Ocidental)
  - MA-LAA Laâyoune (parcialmente no Saara Ocidental)
- MA-16 Oued ed Dahab-Lagouira (inteiramente no Saara Ocidental)
  - MA-AOU Aousserd (inteiramente no Saara Ocidental)
  - MA-OUD Oued ed Dahab (inteiramente no Saara Ocidental)

## Mudanças
As alterações a seguir à entrada foram anunciadas em boletins pela ISO 3166/MA desde a primeira publicação da ISO 3166-2, em 1998:
| Boletim         | data de emissão                   | Descrição da mudança no boletim | Código/Mudança da subdivisão |
| --------------- | --------------------------------- | --- | --- |
| Newsletter I-2  | 21-05-2002                        | Layout da nova subdivisão a nível região económica. Lista de fonte atualizada. Além de uma referência no código fonte. Dois nomes, grafias corrigidas. Um código corrigido | Subdivision layout: 7 regiões econômicas (ver abaixo) → 16 regiões econômicas (agora chamados regiões) Códigos: Jerada: MA-IRA → MA-JRA |
| Newsletter I-6  | 08-03-2004                        | Mudança de ortografia para Laâyoune | |
| Newsletter II-1 | 03-02-2010 (corrigido 19-02-2010) | Adição do prefixo do código do país como o primeiro elemento de código, adição de nomes em idiomas administrativos                                                         | Subdivisões adicionadas: MA-MED Médiouna MA-MOU Moulay Yacoub MA-NOU Nouaceur MA-TAI Taourirt MA-ZAG Zagora MA-AOU Aousserd MA-FAH Fahs-Beni Makada MA-MMD Marrakech-Medina MA-MMN Marrakech-Menara MA-MOH Mohammadia MA-RAB Rabat MA-SAL Salé MA-SYB Sidi Youssef Ben Ali MA-SKH Skhirate-Témara Subdivisions deleted: MA-MAR Marrakech MA-RBA Rabat-Salé Codes: MA-BAH Aït Baha → MA-CHT Chtouka-Ait Baha MA-MEL Aït Melloul → MA-INE Inezgane-Ait Melloul |

### Códigos antes da Newsletter I-2
| Código | Nome da Subdivisão | Wilayas e províncias na região econômica                             |
| ------ | ------------------ | -------------------------------------------------------------------- |
| MA-CE  | Centro             | AZI, BEM, BES, BOM, CAS, JDI, KHO, SET                               |
| MA-CN  | Centro-Norte       | HOC, FES, SEF, TAO, TAZ                                              |
| MA-CS  | Centro-Sul         | HAJ, ERR, IFR, KHN, MEK                                              |
| MA-ES  | Leste              | BER, FIG, JRA, NAD, OUJ                                              |
| MA-NO  | Norte-Oeste        | CHE, KEN, KHE, LAR, RBA, SIK, TNG, TET                               |
| MA-SU  | Sul                | AGD, BAH, MEL, ASZ, BOD, ESM, GUE, LAA, OUA, OUD, TNT, TAR, TAT, TIZ |
| MA-TS  | Tensift            | HAO, CHI, ESI, KES, MAR, SAF                                         |